# Prêmio Hans Schneider
O Prêmio Hans Schneider (em inglês:  Hans Schneider Prize) é um prêmio em álgebra linear da International Linear Algebra Society (ILAS). Foi estabelecido por uma dotação do matemático Hans Schneider, concedido desde 1993 em período irregular nas conferências da ILAS. É concedido por realizações na carreira ou realização individual de destaque, consistindo de uma plaqueta e uma palestra.

## Recipientes
- 1993 Miroslav Fiedler, Shmuel Friedland e Israel Gohberg
- 1996 Mike Boyle, David Handelman e Robert C. Thompson
- 1999 Ludwig Elsner
- 2002 Tsuyoshi Ando e Peter Lancaster
- 2005 Richard Anthony Brualdi e Richard Steven Varga
- 2010 Cleve Moler e Beresford Parlett
- 2013 Thomas Laffey
- 2016 Rajendra Bhatia e Paul Van Dooren
- 2019 Lek-Heng Lim e Volker Mehrmann